# Anders Petter Thorén
Anders Petter Thorén, född 20 april 1852 i Frykeruds församling, Värmlands län, död 13 augusti 1928 i Karlstads stadsförsamling, Värmlands län, var en svensk folkmusiker.

## Biografi
Anders Petter Thorén föddes 1852 i Frykeruds socken. Han lärde sig spela på en egenbyggds fiol och fick sina melodier av modern som satt och sjöng vid sin spinnrock. Thorén lärde sig sedan spela klarinett av fältmusikanten Jan Gustaf Asker i Östra Ämterviks socken. Han lärde sig även spela fiol av spelmannen Lars Elofsson (1833–1923) i Grava socken, som var elev till Lomjansguten. Thorén bosatte sig senare på Haga i Karlstad och arbetade där som fiolbyggare och pianostämmare. Han avled 1928 i Karlstad.

## Upptecknade låtar
1902 upptecknade adjunkten Gustaf Löfgren följande låtar efter Anders Petter Thorén:
- Vals i A-dur.[3]
- Polska i A-dur.[3]
- Polska i A-dur, efter Anders på Hoserudskullen, Alsters socken.[3]

1927 upptecknade Olof Andersson följande låtar efter Anders Petter Thorén:
- Polska i D-dur, efter Jan Asker.[3]
- Vals i E-dur.[3]
- Polska i Bb-dur, komponerad av Thorén omkring 1900.[3]
- Vals i Bb-dur, komponerad av Thorén omkring 1920.[3]
- Vals i Bb-dur, efter Erik på Skräppa, Frykeruds socken.[3]
- Polska i F-dur, efter modern.[3]